# Citadelle de Qaitbay
La citadelle de Qaitbay (arabe : قلعة قايتباي) est une forteresse défensive du XVe siècle édifiée sur le site de l'ancien phare d'Alexandrie, en Égypte, sur la côte est du nord de l'île de Pharos.
La construction débute en 1477 (an 882 du calendrier hégirien), sous l'impulsion du sultan Al-Ashraf Sayf al-Dîn Qa'it Bay, pour s'achever deux ans plus tard.

## Description
La citadelle est un exemple d'architecture militaire de l'époque mamelouke en Égypte. Elle est édifiée au XVe siècle dans le but de protéger la ville contre la menace de l'Empire ottoman. Construite dans un style médiéval, elle est entièrement restaurée en 2001-2002, et abrite le musée de la Marine qui contient des objets des batailles navales romaines et de Napoléon.
L'entrée se fait par un passage en granit rouge d'Assouan. Près de la mosquée, il y a un réservoir qui a été utilisé pour stocker l'eau en cas de siège.
À partir de l'accès à la mer, les fouilles sous-marines, réalisées essentiellement par les équipes de Jean-Yves Empereur et Isabelle Hairy du Centre d'études alexandrines, ont révélé un immense gisement archéologique, avec des milliers de blocs d'architecture, des statues colossales, des obélisques et des sphinx, en provenance de l'effondrement du phare d'Alexandrie.
Adjacent au fort, l’institut hydro-biologique (aquarium d'Alexandrie) contient une grande variété de poissons rares.
Plus à l’est du quartier d’Anfouchi, il y a une petite nécropole de cinq tombes datant de l’époque ptolémaïque.